# アウトサイダー (テレビドラマ)
『アウトサイダー』（原題: The Outsider）は、2020年のアメリカ合衆国のテレビドラマ・ミニシリーズ。ジョージア州の⼩さな田舎町で起きた少年殺害事件を描く。スティーヴン・キングの2018年の同名小説を原作に、リチャード・プライスが企画・制作し、ベン・メンデルソーン、シンシア・エリヴォ、ビル・キャンプらが出演した。全10話のミニシリーズで、アメリカでは2020年1月12日からHBOで放送された。日本では2020年4月23日からスターチャンネルで日本語字幕・吹き替え版が放送された。
2020年11月、HBOは製作を打ち切った。

## あらすじ
ジョージア州の⼩さな田舎町で11歳の少年の惨殺死体が⾒つかる。明白な証言と物的証拠から高校教師でリトルリーグ・コーチのテリーが逮捕されるが、明白なアリバイも見つかって、ベテラン刑事のラルフは困惑する。被害者の家族は復讐にテリーを殺し、双方の家族は悲惨な目に合う。事件に疑問を持ったラルフとテリーの弁護士は奇矯だが天才的な探偵ホリー・ギブニーを雇い、事件前のテリーの足取りを追わせる。
ホリーはテリーが旅行したオハイオ州で、同様に少女が惨殺され、明白な証拠と明白なアリバイを持つ加害者と被害者の家族がともに崩壊したことを調べ上げる。オハイオ州の加害者が旅行したニューヨーク州でも同様の事件が起きている。ホリーは、謎の存在がひっかき傷を負わせた人間に変身して少年少女を惨殺して罪を着せ、加害者と被害者の家族の悲しみを楽しんでいると推測する。だがテリーの家族、弁護士、ラルフを含む多くは信じない。
ホリーはテリーに変身した存在がひっかいた男クロードが次のターゲットであると推測し、半信半疑のラルフや彼女を信じる人々とともにテネシー州まで追いかけて、さらなる事件を防ごうとする。謎の存在にひっかかれていたラルフの同僚刑事のジャックは僕と化して、彼らを銃撃する。生き延びたラルフ、クロード、ホリーは洞窟に入り、クロードに変身した謎の存在を殺す。
事件後、彼らは罪をジャックに着せてテリーの名誉を回復しようとする。だがホリーには、謎の存在がつけた傷が残る。

## キャスト

### メイン
- ラルフ・アンダーソン
  - 演 - ベン・メンデルソーン、日本語吹替 - 木下浩之[5]
  - 事件を担当するベテラン刑事。
- ハワード・サロモン
  - 演 - ビル・キャンプ、日本語吹替 - 中村浩太郎[5]
  - メイトランド夫妻の友人で弁護士。
- アレック・ペリー
  - 演 - ジェレミー・ボブ、日本語吹替 - 駒谷昌男[5]
  - 元警察官で私立探偵。
- グローリー・メイトランド
  - 演 - ジュリアンヌ・ニコルソン、日本語吹替 - 近内仁子[5]
  - テリーの妻。
- ジーニー・アンダーソン
  - 演 - メア・ウィニンガム、日本語吹替 - 小宮和枝[5]
  - ラルフの妻。
- クロード・ボルトン
  - 演 - パディ・コンシダイン、日本語吹替 - 志村知幸[5]
  - ストリップバーの従業員。
- ユニス・サブロ
  - 演 - ユル・ヴァスケス、日本語吹替 - 松川裕輝[5]
  - 警部補。ラルフの上司。
- テリー・メイトランド
  - 演 - ジェイソン・ベイトマン、日本語吹替 - 横島亘[5]
  - 高校教師。リトルリーグのコーチ。容疑者。
- ジャック・ホスキンス
  - 演 - マーク・メンチャカ（英語版）、日本語吹替 - 竹田雅則[5]
  - 刑事。
- ホリー・ギブニー
  - 演 - シンシア・エリヴォ、日本語吹替 - 種市桃子[5]
  - 変わり者の天才私立探偵。『ミスター・メルセデス』にも登場する。

## エピソード
| 通算 話数 | タイトル                                             | 監督                   | 脚本                 | 放送日        | U.S.視聴者数 (百万人) |
| --- | ---------------------------------------------------- | ---------------------- | -------------------- | ------------- | --------------------- |
| 1 | "２つのアリバイ" "Fish in a Barrel"                  | ジェイソン・ベイトマン | リチャード・プライス | 2020年1月12日 | 0.724                 |
| ジョージア州の田舎町チェロキーシティで、11才の少年フランク・ピーターソンの強姦され惨殺された死体が発見される。地元警察のラルフ・アンダーソン刑事は指紋などの証拠、複数の目撃証言と監視カメラの映像から、高校教師でリトルリーグのコーチのテリー・メイトランドが犯人だと確信する。死んだ息子もテリーにコーチされていたラルフは激怒し、野球の試合の観客の目の前でテリーを逮捕させる。テリーの妻グローリーは友人の弁護士ハワード・サロモンに連絡をとる。ハワードは私立探偵のアレック・ペリーを雇い、テリーが殺害時刻に100キロ離れた別の場所にいた明白な映像証拠を入手する。弁護士側と警察側は相反する明白な証拠に困惑し、テリーは釈放されない。一方、フランクの母親は衝撃のあまり心臓発作を起こす。メイトランド家の外にはフードを被った醜い姿が見られ、テリーの末娘ジェッサは悪夢を見る。 |                                                      |                        |                      |               |                       |
| 2 | "ロアノーク" "Roanoke"                               | ジェイソン・ベイトマン | リチャード・プライス | 2020年1月12日 | 0.603                 |
| フランクの母が病死する。ラルフらが罪状認否のためにテリーを裁判所に護送中、フランクの兄がテリーを射殺し、ラルフに射殺される。テリーは最後の言葉で無実を主張する。醜いフードの姿が現場で見られる。フランクの父は自殺を図って未遂に終わり、植物状態となる。ラルフは休職となり、ジャック・ホスキンスが代わりに呼ばれる。検事はテリーの遺族からの訴訟を心配する。ラルフは事件に取りつかれ、フランクの誘拐に使われた盗難車のバンがオハイオ州デイトンで捨てられ、同日同所にメイトランド家が旅行でいたことを知る。ラルフはテリーの妻グローリーを訪ねるが協力を拒否される。だが、デイトンにある父親の老人ホームの看護師の男にテリーが腕を傷つけられたと長女のマヤから聞く。フランク殺人事件の後で監視カメラに映ったテリーの着ていた服が納屋で発見される。                                      |                                                      |                        |                      |               |                       |
| 3 | "謎の男" "Dark Uncle"                                | Andrew Bernstein       | リチャード・プライス | 2020年1月19日 | 0.858                 |
| ジャックは夜一人で農場に行き、何かに首筋をひっかかれる。痕は体中に広がる。服やバンからは老齢により摩耗したテリーの指紋が発見され、ラルフと上司のユニス・サブロは謎を解くためにサロモンとアレックに相談する。ラルフとアレックは探偵のホリー・ギブニーに連絡を取り、デイトンでのメイトランド家の旅行の足取りの調査を依頼する。ホリーはデイトンの老人ホームを訪ねてテリーの父に会おうとする。ホームの看護師の男ヒースが二人の少女を殺害して刑務所にいることを知る。刑務所で、ヒースは他の囚人に殺されそうになり、自殺を図る。一方で、テリーの末娘のジェッサは悪夢で謎の男を見て、ラルフに「やめないと悪いことが起こる」との伝言を伝える。ラルフの妻ジーニーはジェッサと話すことをグローリーに許され、謎の男が姿を変えたこと、自分ではなくラルフが恐れるべきであることを聞き出す。        |                                                      |                        |                      |               |                       |
| 4 | "エル・クーコが来る" "Que Viene el Coco"             | Andrew Bernstein       | リチャード・プライス | 2020年1月26日 | 0.988                 |
| ホリーは元刑事でバンが盗まれた場所の警備担当のアンディに調査を助けられ、事件のパターンが見つかる。子供が殺され、明白な証拠で犯人が見つかるが、同時に犯人には明白なアリバイの証拠もある。事件後、被害者の家族が加害者の家族に復讐し、両家は崩壊する。ラルフとホリーはドッペルゲンガーがひっかいた他人を装って次々と同様の事件を起こさせると推論する。テリーの前は老人ホームの看護師ヒースであり、その前はニューヨークでマリア・カネレスという女性が同様の事件を起こしている。ジャックの行動は奇矯さを増す。ラルフは、監視カメラの映像でテリーの姿の男がストリップバーの従業員クロード・ボルトンをひっかいたことを知る。デイトンで盗難車は奪われており、奪った男の似顔絵が描かれる。事件現場で見られた、フードを被った醜い男であったことがわかる。                                      |                                                      |                        |                      |               |                       |
| 5 | "涙を飲む者" "Tear-Drinker"                          | Igor Martinović        | リチャード・プライス | 2020年2月2日  | 0.567                 |
| チェロキーシティーで、フード姿の男がラルフの妻ジーニーの前に現れ、捜査をやめないと死ぬという伝言をラルフに託す。ラルフはジーニーの描いた似顔絵がバンを奪った男にそっくりであることに気づく。デイトンで、ホリーはヒースの墓を訪ね、周辺の廃墟に住む存在が、墓参りをする人々の悲しみを食い物にしていると推測する。墓の前でホリーが会ったヒースの知り合いは、意図的に警察に射殺され、その首には異様な傷がある。ホリーはテリーの墓の周りの写真を撮るようラルフに頼み、同行したユニスは墓地の隣に犯人の服が見つかった納屋があることに気づく。ホリーはチェロキーシティに向かうが、途中で車が故障する。前夜ホリーに部屋に招かれたアンディは、ホリーのメモを見つけて調査を始める。幻に悩まされるジャックがラルフに手助けを申し出る。                                                          |                                                      |                        |                      |               |                       |
| 6 | "ユダヤの吸血鬼" "The One About the Yiddish Vampire" | カリン・クサマ         | Jessie Nickson-Lopez | 2020年2月9日  | 0.792                 |
| 警察に射殺された男はヒースのいとこである。ホリーはバスでチェロキーシティに行き、関係者を集めた会議で捜査結果と推論を発表する。だが参加者は信じず、グローリーは奇矯な説に激怒する。謎の存在は捜査をやめさせるようジャックを責めるが果たされず、死んだ母の姿で現れて打擲する。ホリーはラルフとジーニーの家に泊まる。ジーニーはホリーの説を信じるがラルフは信じない。ホリーはジーニーが見たフード姿の男の座っていた場所から、納屋で見つかった物質と指紋を見つける。ジャックはホリーを誘ってテリーの服が見つかった納屋へ向かうが、ホリーはジャックの首に水膨れがあることに気づく。 |                                                      |                        |                      |               |                       |
| 7 | "葛藤" "In the Pines, In the Pines"                  | Daina Reid             | デニス・ルヘイン     | 2020年2月16日 | 1.077                 |
| ラルフとアレックは、連絡がとれなくなったホリーとジャックを探す。ジャックのアパートではおびただしい血痕を見つける。ホリーはガソリンスタンドでジャックをだまして逃げ、アンダーソン家に戻る。ジャックは自殺しようとして思いとどまる。グローリーは仕事に出るも偏見にさらされ、ハワードの助言通り町の人々を訴えることに決める。クロードは仕事をやめる。アンディがチェロキーシティーにやって来る。ラルフは不可解な事実に合理的な説明を見つけようと苦闘する。ホリーはジャックに殺される悪夢を見る。 |                                                      |                        |                      |               |                       |
| 8 | "化けたキツネ" "Foxhead"                             | J.D. Dillard           | リチャード・プライス | 2020年2月23日 | 0.978                 |
| ジャックは大量の武器を手に入れ、釣り人を殺して謎の存在に食わせ、車を奪ってテネシー州に向かう。クロードはテネシー州セシルに行って兄シールに再会する。ホリーは、謎の存在がクロードに変身する最終段階であると信じ、ラルフ、ユニス、アンディとともにテネシー州に向かう。ユニスはセシルの警察に連絡してクロードの身柄を確保させる。4人はシール家につき、ハワードとアレックも後を追って到着する。変身途中の存在はジャックを操り、洞窟で別の人間を食らう。地元の洞窟祭りに行き、子供を誘拐しようとして失敗する。監視カメラに写る、クロードに似た姿を見たラルフとホリーは、存在が近くにいることを知る。 |                                                      |                        |                      |               |                       |
| 9 | "洞窟の悲劇" "Tigers and Bears"                      | Charlotte Brändström   | デニス・ルヘイン     | 2020年3月1日  | 1.185                 |
| ホリーは謎の存在がクロードの考えを読み取れると考え、ハワードにクロードを連れ出させる。ラルフとユニスは、洞窟祭りで誘拐されそうになった少年から、クマの洞窟に連れて行かれそうになったと聞きだす。シールは1947年、クマの洞窟で幼い兄弟が行方不明になり、落盤で捜索隊の34名の男たちもなくなったことを語る。ボルトン家の祖先もそこに埋まり、まるで墓のようだと語る。ラルフ、ユニス、アレック、ホリー、アンディは今は閉鎖されたクマの洞窟に向かう。シールがクロードにこのことを語ってしまったため、謎の存在に筒抜けになったことを恐れ、二人とハワードも洞窟に向かう。彼らが向かっていることを読み取った謎の存在はジャックを操り、アレックを射殺させる。チェロキーシティでは、ふたたび少年が暴行されて殺される事件があり、テリーが犯人だと考えていた検事は困惑する。                        |                                                      |                        |                      |               |                       |
| 10 | "真実は１つ…" "Must/Can't"                           | Andrew Bernstein       | リチャード・プライス | 2020年3月8日  | 1.371                 |
| ハワード、クロード、シールが洞窟につく。ジャックはシール、アンディ、ハワードを殺し、ユニスに傷を負わせる。ジャックは謎の存在からのホリーを殺す命令に歯向かい、自殺する。ホリーとラルフは洞窟に入り、クロードの顔をした存在と会話する。クロードが洞窟に入り、自分の顔をした存在を撃ち、落盤を引き起こす。ラルフは死んだ息子の幻を見て、まだ生きている謎の存在の頭をつぶす。ユニスはフランク殺しの罪をジャックに着せ、関係者の口裏を合わせる。検事はフランク殺人事件の再捜査を始め、テリーの起訴を取り下げる。ホリーもまた腕にひっかかれた傷を負っている。 |                                                      |                        |                      |               |                       |

## 製作
2018年6月、HBOはスティーブン・キングの小説をもとにリチャード・プライスが企画・製作する新シリーズを発表した。また、ジェイソン・ベイトマンがエグゼクティブ・プロデューサーを務めた。

## 評価

### 批評
本作は批評家から高い評価を受けている。映画批評集積サイトのRotten Tomatoesには66件のレビューがあり、批評家支持率は82%、平均点は10点満点で7.39点となっている。また、Metacriticには28件のレビューがあり、加重平均値は69/100となっている。